# Retrovirus

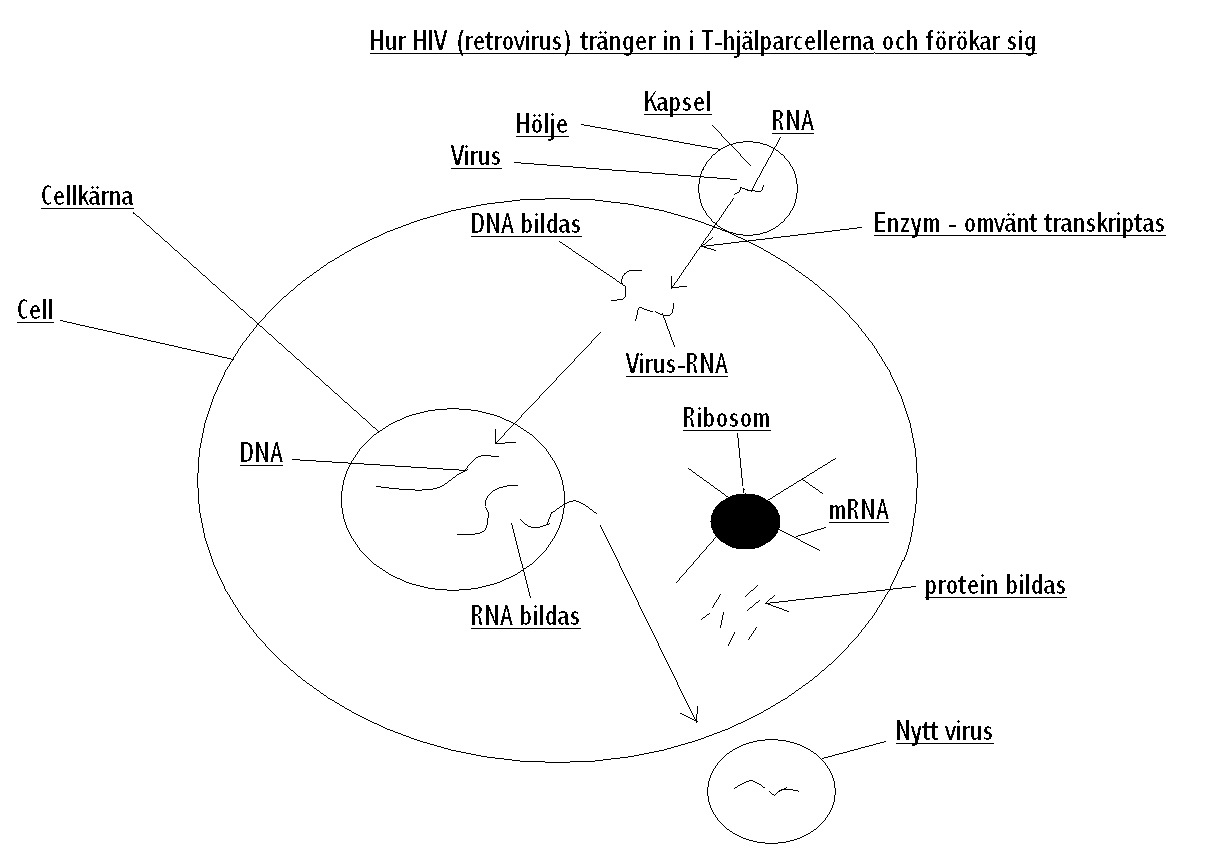
Hur HIV tränger in i T-hjälparcellerna och förökar sig

Retrovirus, en klass av virus som har ett hölje och vars genom (arvsmassa) genomgår omvänd transkription som innebär att virusets RNA omvandlas till DNA. DNA-kopian infogas i värdcellens genom. En annan typisk egenskap som kännetecknar retrovirus är deras förmåga att alltid integrera det virala genomet i cellens genom. Efter integrationen tillverkas nya kopior av virusets RNA, samt de proteiner som virusets gener kodar för. Dessa sätts sedan ihop till nya viruspartiklar.
Det enzym som behövs för att tillverka DNA från RNA kallas omvänt transkriptas. Retroviruspartikeln bär själv med sig detta enzym, och den omvända transkriptionen sker i den infekterade cellens cytosol. Virusets enzym saknar den "korrekturläsningsmekanism" som vanliga enzym för DNA-transkription har. Därför muteras viruset lätt, vilket i sin tur medför att viruset lätt utvecklar resistens mot läkemedel mot virusinfektioner.
I vanliga fall sker informationsflöden från DNA till RNA och därifrån eventuellt till protein; detta kallas inom molekylär genetik för den centrala dogmen. Retroviruset, som ser till att informationsflödet går från RNA till DNA, bryter mot detta. Retro i namnet syftar på detta tvärtom (eng. reverse) mot det vanliga.
Subfamiljer till retrovirus är:
- Lentivirus (HIV, SIV, FIV)
- Gammaretrovirus (XMRV)
- Spumavirus
- Onkovirus